# Tài sản văn hóa

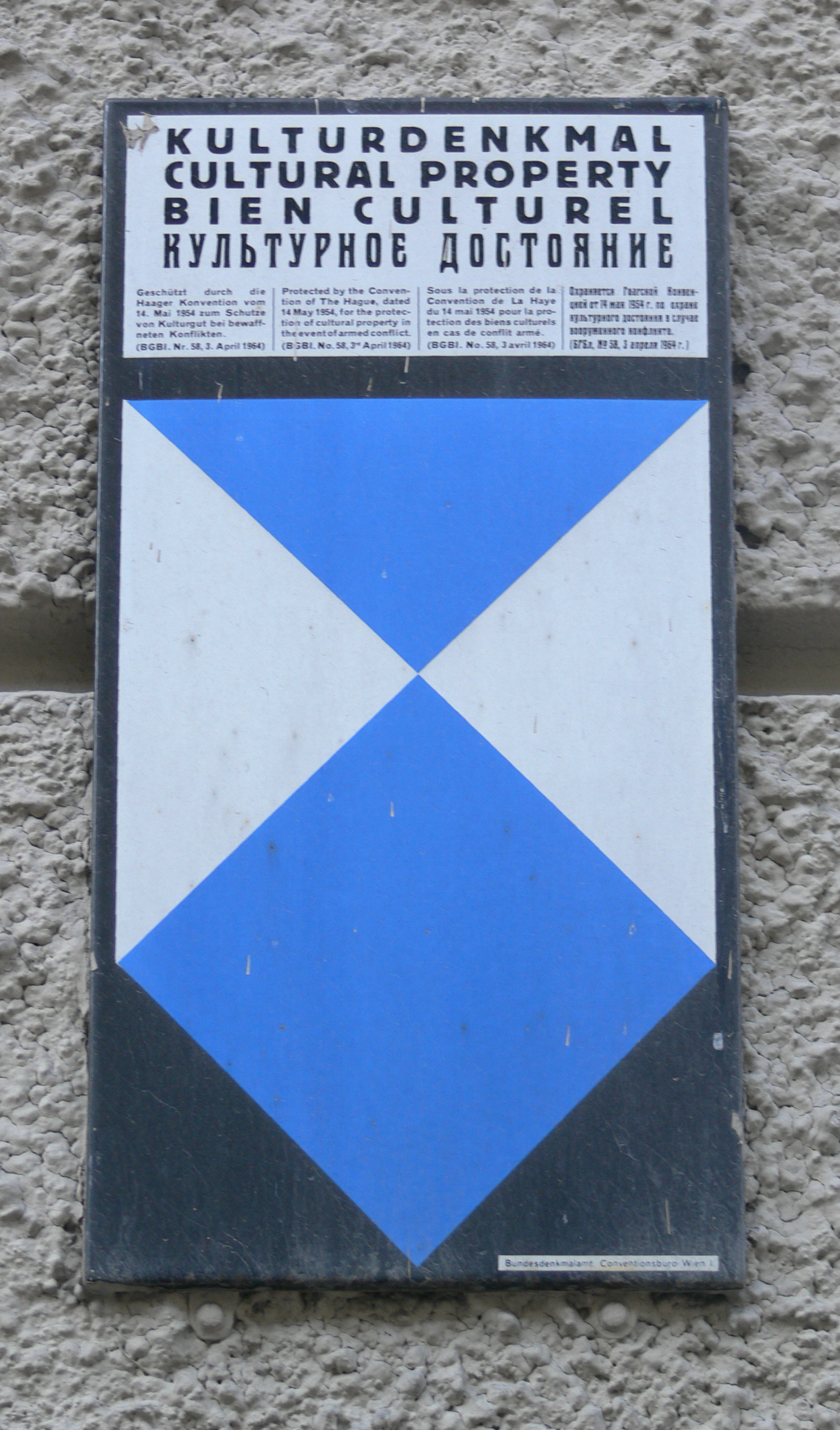
Tài sản văn hóa bằng 4 thứ tiếng: tiếng Đức: Kulturdenkmal, tiếng Anh: Cultural property, tiếng Pháp: Bien culturel và tiếng Nga: Культурное достояние

Tài sản văn hóa là những thành phần vật chất hợp thành của di sản văn hóa của một nhóm người hay một xã hội.

## Định nghĩa
Điều 1 Công ước Hague về bảo vệ Tài sản văn hóa trong trường hợp Xung đột vũ trang năm 1954 định nghĩa tài sản văn hóa như sau:
"Thuật ngữ 'tài sản văn hóa' sẽ bao gồm, không phân biệt xuất xứ hay quyền sở hữu:
(a) một động sản hay một bất động sản có tầm quan trọng lớn với di sản văn hóa của mỗi dân tộc, như các di tích kiến trúc, nghệ thuật hay lịch sử, bất kể tôn giáo hay thế tục, các di chỉ khảo cổ, các nhóm công trình, xét theo tổng thể, có tầm quan trọng nghệ thuật hay lịch sử, các tác phẩm nghệ thuật, các bản thảo, sách hay các đồ vật khác, có tầm quan trọng nghệ thuật, lịch sử hay khảo cổ; cũng như các bộ sưu tập khoa học và các bộ sưu tập sách hoặc lưu trữ hoặc mô phỏng quan trọng của các tài sản được định nghĩa trên đây;
(b) các công trình với mục đích chính và trọng tâm là lưu trữ hay trưng bày động sản văn hóa được định nghĩa tại khoản (a) như các bảo tàng, các thư viện lớn và các kho chứa bản lưu trữ, và những nơi cất giấu có mục đích là bảo vệ, trong trường hợp xung đột vũ trang, động sản văn hóa được định nghĩa tại khoản (a);
(c) các trung tâm tập hợp số lượng lớn tài sản văn hóa như được định nghĩa tại các khoản (a) và (b), được gọi dưới tên 'các trung tâm chứa các di tích'."